# ميتو سانتوس
ميتو سانتوس (باليابانية: 三渡洲 舞人) (مواليد 28 نوفمبر 1992)، هو لاعب كرة قدم ياباني سابق كان يلعب كمدافع.

## وصلات خارجية
- ميتو سانتوس على موقع رابطة كرة القدم اليابانية للمحترفين (اليابانية)
- ميتو سانتوس على موقع قاعدة بيانات كرة القدم.إي يو (الإنجليزية)
- ميتو سانتوس على موقع Soccerway.com (الإنجليزية)